# John Littner Clark
John Littner Clark ( * 1969 - ) es un botánico estadounidense que se especializó en la familia de fanerógamas Gesneriaceae, y en biodiversidad en la flora neotropical.

## Educación[2]
B.S., de la Universidad de Vermont en 1993; su Ph.D. en la George Washington University en 2005, disertando sobre la tesis: Systematics of the neotropical plant genera Alloplectus and Glossoloma (Gesneriaceae: Episcieae) (536 pp.).
De 2003 y continua es curador e investigador en el "Departamento de Botánica" del Museo Nacional de Historia natural del Smithsonian Institution.

## Algunas publicaciones

### Libros
- 2009. Systematics of Glossoloma (Gesneriaceae). Volumen 88 de Systematic botany monographs. 128 pp. ISBN 0912861886

## Honores
En 1977, la "Sociedad de Gesneriadas" instituyó el "Galardón de Apreciación", para recooncer aquellos individuos cuyas actividades han beneficiado a la Sociedad en una o más vías excepcionales. En 2008 lo obtuvo el Dr. Clark.
- La abreviatura «J.L.Clark» se emplea para indicar a John Littner Clark como autoridad en la descripción y clasificación científica de los vegetales.[4]